# Prisoners in Paradise
Prisoners in Paradise ist das im September 1991 veröffentlichte fünfte Studioalbum schwedischen Hard-Rock-Band Europe. Es ist das letzte Album, das die Gruppe vor ihrer Auflösung aufnahm.

## Hintergrund
Europe konnte mit dem Album Out of This World nicht an den Erfolg von The Final Countdown anknüpfen. Die 1988 erschienene Platte hatte die Hitsingle Superstitious hervorgebracht, die weltweit die Top 40 der Musikcharts erreicht hatte, doch das Album, das in den USA immerhin Platz 19 der Billboard 200 und in Europes Heimatland Schweden Platz 1 erreichte, hinterließ keinen bleibenden Eindruck: Alle vier nach Superstitious veröffentlichten Singles blieben ohne Charterfolg. Out of This World konnte die hohen Erwartungen, die nach The Final Countdown in die Band gesetzt wurden, nicht erfüllen.
Die Gruppe entschied sich, das nächste Album in den USA aufzunehmen und siedelte für die Vorbereitung nach San Francisco um. Die Aufnahmen zu Prisoners in Paradise fanden unter der Leitung des Musikproduzenten Beau Hill, der bereits für zahlreiche Platinerfolge anderer Gruppen (u. a. Ratts Out of the Cellar und Invasion of Your Privacy, Warrants Dirty Rotten Filthy Stinkig Rich und Cherry Pie sowie für Wingers Debütalbum und den Nachfolger In the Heart of the Young) verantwortlich war, in Los Angeles statt.
Doch auch Hill konnte Europe nicht zum erhofften großen Erfolg verhelfen: Prisoners in Paradise wurde am 25. September 1991 veröffentlicht, das Titellied erreichte Platz 8 der schwedischen Charts. Die beiden anschließend ausgekoppelten Singles, I’ll Cry for You und Halfway to Heaven, gelangten ausschließlich in die britischen Hitlisten.
Das Album erreichte zwar die schwedischen Top Ten und gelangte in Deutschland, Österreich und der Schweiz auch noch in die Top 40, in Großbritannien reichte es aber nur noch für Platz 61, während das Album in den USA gar nicht notiert wurde. Auszeichnungen bekam das Album nur in Großbritannien (Silberne Schallplatte) und Schweden (Platin).
Nach der auf die Veröffentlichung des Albums folgenden Tournee trennte sich die Gruppe, die einzelnen Musiker gingen verschiedenen eigenen Projekten nach oder schlossen sich anderen Musikern an. Von einer tatsächlichen Auflösung der Gruppe sprach aber niemand.

## Titelliste
1. All or Nothing (Eric Martin, André Pessis, Joey Tempest) – 3:55
2. Halfway to Heaven (Tempest, Jim Vallance) – 4:07
3. I’ll Cry for You (Tempest, Nick Graham) – 5:21
4. Little bit of Lovin’ (Tempest, Kee Marcello) – 4:48
5. Talk to Me (Mic Michaeli, Tempest) – 4:07
6. Seventh Sign (Tempest, Michaeli, Marcello) – 4:43
7. Prisoners in Paradise (Tempest) – 5:37
8. Bad Blood (Tempest, Michaeli, Marcello) – 4:20
9. Homeland (Tempest, Michaeli, Marcello) – 4:51
10. Got Your Mind in the Gutter (Tempest, Beau Hill, Marcello) – 5:00
11. ‘Til My Heart Beats Down Your Door (Brian McDonald, Fiona, Tempest, Michaeli) – 3:48
12. Girl from Lebanon (Tempest) – 4:21

Bonustitel der 2001 wiederveröffentlichten Ausgabe:
1. Mr. Government Man (Tempest, Hill)
2. Long Time Comin’ (Tempest)

## Singleauskoppelungen
- Prisoners in Paradise
- I’ll Cry for You
- Halfway to Heaven

## Rezeption
Frank Trojan schrieb 1991 für Rock Hard, das Lied The Final Countdown „laste auf der Truppe zwar immer noch wie ein Fluch“, doch sei Prisoners In Paradise „ein zumindest streckenweise erfolgreicher Versuch, vom Songeinerlei der überaus miesen "Out Of This World"-Rille wegzukommen“. Vierzehn Lieder ließen „bei einer überlangen Spiellänge von fast 70 Minuten“ auch „einige Lückenfüller bzw. Ausfälle entstehen“, doch weise "Prisoners In Paradise" auch „einige Klassesongs“ auf. Europe hätten „sicherlich den Fehler gemacht, zuviele Songs auf die Scheibe zu packen, die Hälfte wäre im Endeffekt mehr“ gewesen. Denn Stücke wie All or Nothing oder Little Bit of Heaven würden „einem immer noch die Schuhe“ ausziehen. Man denke „automatisch wehmütig an alte Wings of Tomorrow-Zeiten“ zurück. Von „deren Klasse“ sei Europe inzwischen „Lichtjahre entfernt“, und es werde für die Gruppe „äußerst schwer werden, an alte Erfolge anzuknüpfen“. Mit einem Album wie Prisoners In Paradise werde dies, „trotz der erwähnten guten Ansätze, sicherlich nicht mehr gelingen.“